# Jean Yves Daniel-Lesur
Daniel-Jean-Yves Lesur, kallad Daniel-Lesur, född 19 november 1908 i Paris, död där den 2 juli 2002, fransk tonsättare, pianist och organist. Elev till Charles Tournemire. Verkade i Sainte-Clotilde i Paris 1927-1937. Grundade gruppen "Groupe Jeune France" 1936 tillsammans med Olivier Messiaen, André Jolivet och Yves Baudrier. Daniel-Lesurs mest kända verk är troligen körverket Le Cantique des Cantiques, med text ur Höga visan.

## Verkförteckning
Orgelverk:
- Scène de Passion (1931)
- La Vie interieure (1932)
- In Paradisum (1933)
- Cinq Hymnes
- Quatre Hymnes

Operor:
- Andrea del Sarto (urpremiär 1969) efter ett drama av Alfred de Musset
- Ondine (urpremiär 1982) efter Jean Giraudouxs teaterpjäs
- La Reine Morte (troligen ej uppförd) efter Henry Montherlants tragedi

Övriga vokalverk:
- L’Annonciation (1951) oratorium
- Le Cantique des Cantiques (1952-1953) för kör a cappella
- Cantique des Colonnes (1953) efter ett poem av Paul Valéry
- Messe du jubilé (1959-1960) för kör och orgel
- Dialogues dans la Nuit (1988) efter poem av Claude Roy
- Encore un Instant de Bonheur (1989) kantat för kör och orkester

Orkestrala verk:
- Symphonie de danses (1958) för stråkorkester, slagverk och piano
- Nocturne (1974) för oboe och stråkorkester
- Variations (1943) för piano och stråkorkester
- Stèle à la memoire d’une jeune fille (1991) för flöjt och stråkorkester
- Sérénade för stråkorkester
- Bal du Destin (1965) balett
- Symphonie d’Ombre et de Lumière
- Ouverture pour un Festival
- Passacaille för piano och orkester
- Concerto da Camera för piano och orkester
- Fantasie Concertante för cello och orkester (tillägnad Mstislav Rostropovitj)
- Pastorale (1937) för orkester